# Operación Palacio
La Operación Palacio fue una operación realizada por el Grupo Especial de Inteligencia del Perú (GEIN) contra la organización terrorista Partido Comunista del Perú-Sendero Luminoso donde se desarticuló el Departamento de Defensa de Socorro Popular.

## Preliminares
El GEIN inició sus operaciones en 1990 con la Operación ISA. Luego le siguieron las operaciones Monterrico-90, Caballero, Seso, Fortuna y Ancón. Para junio de 1991, con la Operación Ancón, se había logrado la captura de los cabecillas de Socorro Popular (SOPO). El SOPO era un "organismo generado" de Sendero Luminoso encargado de la defensa legal y el cuidado de la salud de los terroristas. Con la captura de los cabecillas del SOPO, el GEIN decidió iniciar la Operación Palacio. 

## Desarrollo de la operación

### Primeras acciones
La operación inició el 10 de julio de 1991. Se dispuso el desmantelamiento del Departamento de Defensa de Socorro Popular, un departamento integrado por abogados, estudiantes de derecho y obreros. De la vigilancia dispuesta se logra captar a Manuel Enrique Malache Gonzáles, alias "Camarada Francisco", mando político del Departamento de Defensa de Socorro Popular. El "Camarada Francisco" fue visto en una casa en Villa El Salvador donde había llegado para planificar un atentado terrorista con otros mandos y seguidores.

### La tormenta
El 27 de noviembre de 1991 se da la orden de "Que se desate la tormenta". A las 6:50 p. m. inicia la operación lográndose la captura del "Camarada Francisco" junto a otros mandos, sumando en total 15 detenidos. El atentado que planeaban realizar fue detenido.

## Resultado
Se logró la desarticulación del Departamento de Defensa de Socorro Popular. La Operación Palacio fue la última operación del general Héctor Jhon Caro, quien fue reemplazado por Ketín Vidal como director de la DINCOTE. El reemplazo se dio luego de desacuerdos sobre qué hacer para obtener información de los capturados en la Operación Ancón. Una vez logrado el objetivo, se procedió a una nueva operación que llevó por nombre "Operación Hipócrates".